# Rusko Carstvo
Rusko Carstvo, poznato i kao Carska Rusija, službeno je nastalo 1721. godine, no još 1547. moskovski knez Ivan Grozni okrunio se i proglasio ruskim carem nakon čega je započeo s postupnim objedinjavanjem svih staroruskih zemalja. Između godine osnivanja i ukidanja 1917., ovo golemo multikulturalno, ali prije svega slavensko carstvo, obuhvaćalo je mnoge europske i neeuropske narode te je postalo svjetska velesila s izrazito jakom autokratskom vladavinom.

## Osnivanje »Carstva«
Tijekom XIV. i XV. stoljeća koristeći raspad Zlatne Horde područje Moskovske kneževine će se gotovo neprestano uvećavati. S druge strane na Sredozemnom moru pravoslavni Bizant će umirati pod napadima Turaka. Nakon što je posljednja bizantska provincija pala u turske ruke njen vladar je prebjegao u Italiju pod zaštitu pape gdje će prijeći na katoličku vjeru. Uvidjevši priliku, poduzetni papa Pavao II. će dogovoriti vjenčanje kćeri Tome Paleologa Zoje s vladarom Moskovske države Ivanom III. To vjenčanje će postati pravni temelj budućeg proglašenja Carstva pošto se sva europska carstva nužno smatraju nasljednikom Rimskog.
Iako je tim načinom pravna osnova bila zadovoljena do trenutka proglašenja Carstva dolazi tek kada moskovske snage pobjeđuju u ratu protiv koalicije mongolskih državica 1530-ih godina. Za trenutak krunidbe se izabralo punoljetstvo Ivana Groznog 1547. godine. Sam čin krunidbe Poljska je pokušala osporiti diplomatskom notom kojom se pitalo Ivana Groznog što ta krunidba znači?

## Prvo doba Carstva
Tijekom prvog carskog razdoblja u kojem Europa carsku titulu još uvijek postavlja pod znak upitnika, Rusko Carstvo će pasti u razdoblje anarhije nakon što je izumrijela vladajuća loza Rurjikovića i građanskog rata koji će potom uslijediti. Uzdizanje dinastije Romanov koja dolazi na vlast 1612. godine dovodi do uspostave unutrašnje stabilnosti. Zahvaljujući raspadu Poljske polovicom 17. stoljeća Rusko Carstvo će anektirati velike dijelove današnje Ukrajine i Bjelorusije. S druge strane otkrivanje i osvajanje Sibira će biti nastavljeno sve do kineskih granica. Bez obzira na te teritorijalne uspjehe krajem 17. stoljeća Rusko Carstvo je duboko zaostalo u usporedbi s drugim europskim državama.

## Car
Dolaskom na vlast najprije Fjodora III., a potom i Petra Velikog čelo države su zauzeli carevi reformatori željni modernizacije države. Osnova vanjske politike ovog potonjeg postaje stvaranje luke na Baltiku (Petrograd) preko koje će se uspostaviti trgovina s europskim zemljama. To će dovesti do Velikog sjevernog rata tijekom kojega će pobijedivši Švedsku Rusija postati priznata europska velesila. Proslavljujući pobjedu u ratu Petar Veliki će se dati okruniti za cara cijele Rusije (do tada je bio car Rusa). Ovaj naslov je odmah priznala Poljska, Prusija i Švedska, ali ne i ostale tadašnje države koje će ga prihvatiti tek kasnije. Dominacija Ruskog Carstva nad istočno-europskim zemljama će postati očita svima kada ruske snage nakratko osvajaju Berlin polovicom 18. stoljeća. Zajedno s uspjesima protiv Poljske, Turske i Švedske,  Carstvo će nastaviti prodirati u Sibir sve do obala Amerike gdje će osvojiti Aljasku.

## Zlatno doba i pad
Napoleonski ratovi predstavljaju u vojno-političkom smislu zlatno doba Ruskog Carstva. Njene trupe će napredovati sve do Pariza i Švicarske, a sama država će mirovnim sporazumima dominirati europskom politikom prve polovice 19. stoljeća. Samo uz pomoć Ruskog Carstva biva ugušena revolucija u Mađarskoj koja je prijetila propašću Habsburške monarhije. Ta zastrašujuća vojna nadmoć i nikad skrivene želje za aneksiju velikih dijelova Turske postaju razlog za Krimski rat tijekom kojega će se Rusiji suprotstaviti koalicija Velike Britanije, Francuske, Sardinije i Turske dok će Habsburška monarhija iako formalno neutralna izdati negdašnjeg spasitelja mobilizacijom svojih snaga koje će vezati odgovarajuće ruske snage. Ovaj rat je postao financijska katastrofa za Rusko Carstvo čiji se car Aleksandar II. osjetio prisiljenim prodati Aljasku 1867. radi lakše otplate državnih dugova i kupovine moderne opreme. Shvativši tijekom ovog rata zaostalost Carstva, odlučio je pokrenuti cijeli niz reformi koje će završiti njegovom smrću u atentatu kojeg su izvršili revolucionari. Kao odgovor na taj događaj njegovi nasljednici Aleksandar III. i Nikola II. se vraćaju konzervativnoj politici i opiranju promjena što će dovesti do revolucija 1917. godine.

## Napomene
1. ↑  Godina 1547. obilježava krunidbu moskovskoga kneza Ivan IV. za ruskoga cara i time ujedno početak stvaranja Ruskoga Carstva. Međutim, Rusko Carstvo službeno je počelo postojati tek 1721. godine.
2. ↑  Petar I. Veliki bio je prvi car službeno preimenovanoga Ruskog Carstva.